# Peter Svidler
Piotr Veniaminovitch Svidler (en russe : Пётр Вениаминович Свидлер, Peter Svidler en Occident) est un grand maître international russe du jeu d'échecs, né le 16 juin 1976 à Leningrad. Il a remporté huit fois le championnat de Russie (en 1994, 1995, 1997, 2003, 2008, 2011, 2013 et 2017) ainsi que la Coupe du monde d'échecs 2011.
Au 1er mars 2018, il est le 14e joueur mondial, avec un classement Elo de 2760 points. Il a atteint un maximum de 2 769 points en mai 2013, et la 4e place mondiale en janvier 2006.

## Biographie et carrière

### Grand maître international
Peter Svidler apprit à jouer aux échecs à l'âge de six ans. Il est devenu champion du monde des moins de 18 ans et GMI en 1994 ; il remporta le championnat de Saint-Pétersbourg et le tournoi de Novossibirsk en 1995.

### Championnats de Russie

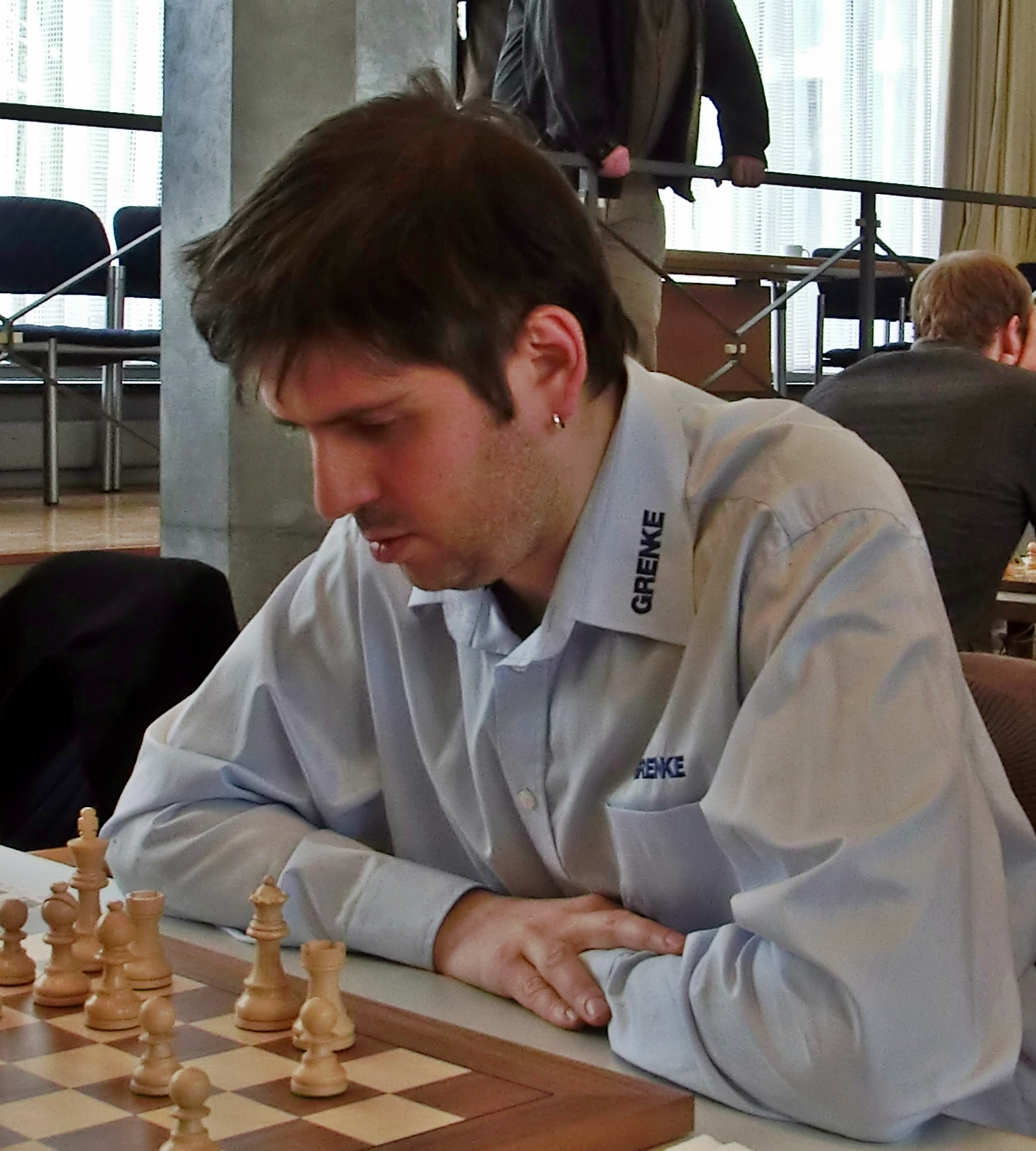
Peter Svidler en 2013.

Svidler a gagné le championnat de Russie à huit reprises :
- en 1994 (système suisse) ;
- en 1995 (Système suisse, vainqueur au départage) ;
- en 1997 (tournoi à élimination directe) ;
- en 2003 (système suisse, vainqueur après départage) ;
- en 2008 (tournoi toutes rondes remporté après un départage) ;
- en 2011 (seul vainqueur) ;
- en 2013 (après un match de départage) ;
- en 2017 (après un match de départage).

En 1998, Svidler finit premier ex æquo avec trois autres joueurs, puis deuxième au départage derrière Aleksandr Morozevitch. En 2012, il finit premier ex æquo avec cinq autres joueurs, puis 2e-4e après un mini-tournoi de départage. En 2014, il termine 3e-7e.

### Championnats du monde et coupes du monde

#### 1997 à 2004

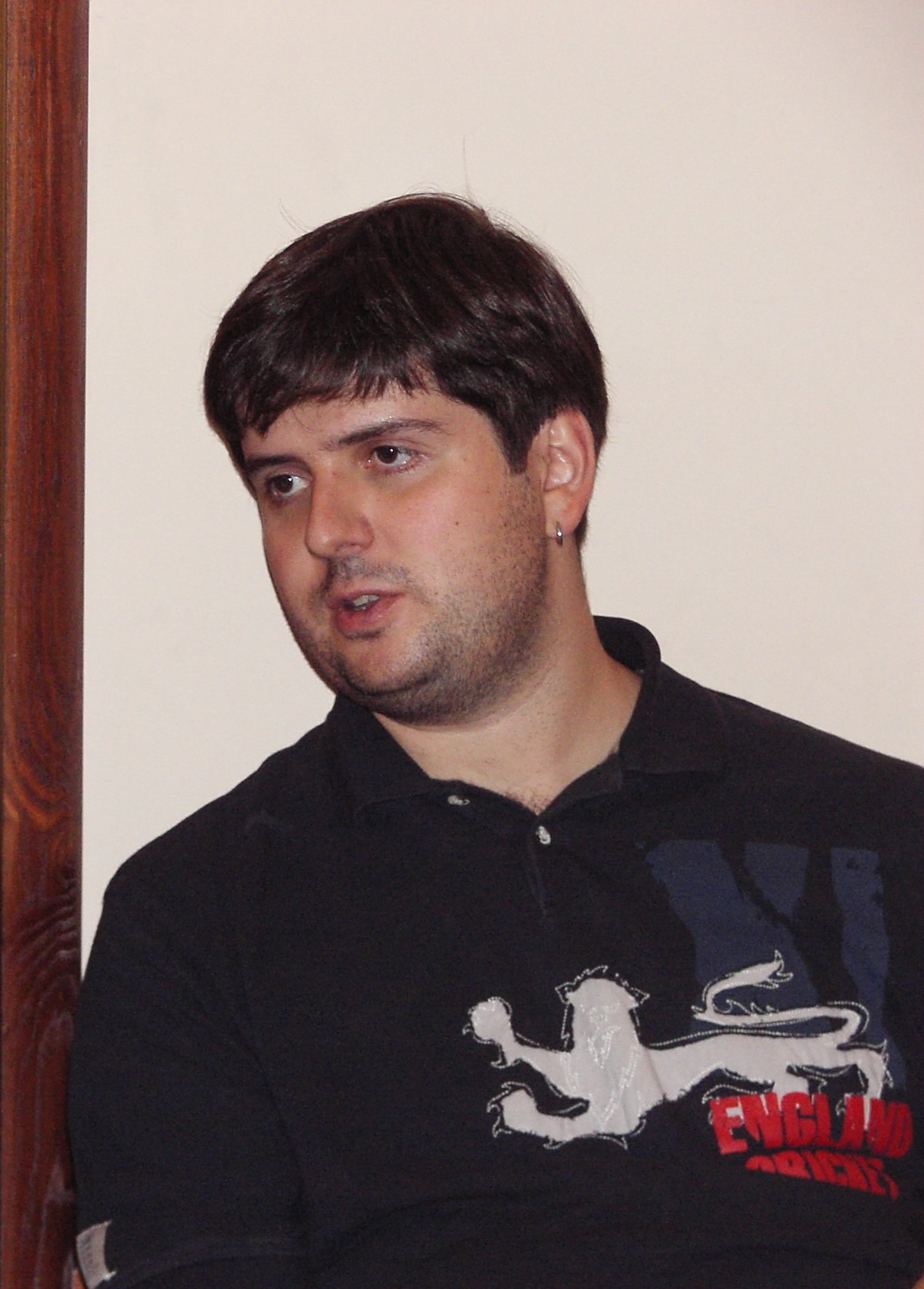
Peter Svidler en 2007.

En 1997 et 2000, Svidler fut éliminé par Michael Adams lors des huitièmes de finale du championnat du monde d'échecs 1997-1998 (tournoi de Groningue) et du championnat du monde de la Fédération internationale des échecs 2000. Adams atteignit à chaque fois la finale du tournoi à élimination directe. En 1999, à Las Vegas, il fut arrêté au troisième tour du championnat du monde de la Fédération internationale des échecs 1999 par Kiril Georgiev.
En 2001, à Moscou, Svidler atteignit les demi-finales du championnat du monde de la Fédération internationale des échecs 2001-2002. Il battit Michael Adams en huitième de finale puis Boris Guelfand en quarts de finale et fut éliminé par le futur vainqueur Ruslan Ponomariov. Andreï Loukine était l'entraîneur de Svidler.[réf. nécessaire]
En 2003, Svidler atteignit les demi-finales du premier championnat du monde d'échecs de parties rapides organisé par la Fédération internationale des échecs au Cap d'Agde en France. Le titre fut remporté par Anand qui battit Kramnik en finale.
En janvier 2004, Svidler occupa pour la première fois la quatrième place au classement mondial de la Fédération internationale des échecs, derrière les trois champions du monde (Kasparov, Kramnik et Anand). La même année, il déclina l'invitation pour participer au Championnat du monde de la Fédération internationale des échecs 2004 en Libye et fut un des secondants de Kramnik pour le Championnat du monde d'échecs 2004 (classique).
| Année | Lieu      | Résultat                            | Ultime adversaire | Adversaires battus                                                             |
| ----- | --------- | ----------------------------------- | ----------------- | ------------------------------------------------------------------------------ |
| 1997  | Groningue | quatrième tour (huitième de finale) | Michael Adams     | Utut Adianto, Vladimir Epichine                                                |
| 1999  | Las Vegas | troisième tour                      | Kiril Georgiev    | Alekseï Aleksandrov                                                            |
| 2000  | New Delhi | quatrième tour (huitième de finale) | Michael Adams     | Étienne Bacrot, Peng Xiaomin                                                   |
| 2001  | Moscou    | demi-finaliste                      | Ruslan Ponomariov | Alejandro Hoffman, Šarūnas Šulskis, Vadim Milov, Michael Adams, Boris Guelfand |

#### 2005 à 2009: deuxième du championnat du monde
En septembre-octobre 2005, Svidler partagea la deuxième place avec Viswanathan Anand au championnat du monde avec 8,5 points sur 14 parties, 1,5 point derrière le vainqueur, Veselin Topalov.
En 2006, Svidler finit premier-deuxième du championnat du monde de blitz, à Rishon LeZion en Israël. Le titre de champion du monde revint à Aleksandr Grichtchouk qui avait remporté la partie de  départage armageddon. En 2008, Svidler finit troisième du championnat du monde de blitz.
En 2007, il finit quatrième, ex æquo avec Aronian, du tournoi de Linares avec 7 points sur 14, puis cinquième avec 6,5 points sur 14 du championnat du monde d'échecs 2007 disputé en septembre et remporté par Viswanathan Anand.
La même année, la coupe du monde d'échecs 2007 était qualificative pour le match des candidats au championnat du monde de 2010. Svidler fut éliminé en huitième de finale par Gata Kamsky, vainqueur du tournoi. En 2009, il fut éliminé en quarts de finale de la coupe du monde d'échecs 2009 par Vladimir Malakhov.

#### 2011 à 2016: vainqueur de la coupe du monde
En septembre 2011, Svidler remportait la coupe du monde d'échecs en battant en finale son compatriote Aleksandr Grichtchouk par 2.5 à 1.5 (+1 =3) et se qualifiait pour le tournoi des candidats 2013. À Londres, il termina 3e-4e du tournoi des candidats, un demi-point derrière les vainqueurs Magnus Carlsen et Vladimir Kramnik. La même année, il est éliminé en quarts de finale de la coupe du monde d'échecs de 2013 par Dmitri Andreïkine (finaliste du tournoi).
En 2014, il finit septième du tournoi des candidats.
En 2015, Svidler est battu en finale de la coupe du monde par Sergueï Kariakine. Il se qualifie ainsi pour le tournoi des candidats de 2016 à Moscou où il finit quatrième avec 7 points sur 14.

#### Résultats de Svidler aux coupes du monde
| Année | Lieu                             | Résultat           | Ultime adversaire      | Adversaires battus |
| ----- | -------------------------------- | ------------------ | ---------------------- | --- |
| 2007  | Khanty-Mansiïsk (coupe du monde) | huitième de finale | Gata Kamsky            | Eduardo Iturrizaga, Duško Pavasovič Sergueï Roublevski                                                                |
| 2009  | Khanty-Mansiïsk (coupe du monde) | quart de finale    | Vladimir Malakhov      | Jean Hébert, Tomi Nybäck Arkadij Naiditsch, Alexeï Chirov                                                             |
| 2011  | Khanty-Mansiïsk (coupe du monde) | Vainqueur          | Aleksandr Grichtchouk  | Darcy Lima, Nguyen Ngoc Truong Son Fabiano Caruana, Gata Kamsky Judit Polgár, Ruslan Ponomariov Aleksandr Grichtchouk |
| 2013  | Tromsø                           | quart de finale    | Dmitri Andreïkine      | Anna Ushenina, Viktor Bologan, Teimour Radjabov, Lê Quang Liêm                                                        |
| 2015  | Bakou                            | finaliste          | Sergueï Kariakine      | Emre Can, Liviu-Dieter Nisipeanu, Teimour Radjabov, Veselin Topalov, Wei Yi, Anish Giri                               |
| 2017  | Tbilissi                         | quart de finale    | Maxime Vachier-Lagrave | Jahongir Vakhidov, Viktor Erdős, Aleksandr Grichtchouk, Bu Xiangzhi                                                   |
| 2019  | Khanty-Mansiïsk                  | huitième de finale | Maxime Vachier-Lagrave | Carlos Daniel Albornoz Cabrera Andreï Essipenko, Liviu-Dieter Nisipeanu                                               |
| 2021  | Sotchi                           | huitième de finale | Samuel Shankland       | Pablo Salinas Herrera Ivan Chéparinov Nikita Vitiougov                                                                |
| 2023  | Bakou                            | quatrième tour     | Nidjat Abassov         | Abhimanyu Puranik, Jorden van Foreest                                                                                 |

### Tournois internationaux
Outre sa victoire à la coupe du monde d'échecs de 2011, Svidler remporta :
- le tournoi d'échecs de Tilburg en 1997 (ex æquo avec Vladimir Kramnik et Garry Kasparov) ;
- le festival d'échecs de Bienne en 2000 ;
- le tournoi de Esbjerg 2000 ;
- le tournoi d'échecs de Poïkovski 2003, ex æquo avec Joël Lautier ;
- le Festival d'échecs de Gibraltar 2009, après un départage contre Vadim Milov.

Il finit premier ex æquo et deuxième au départage (derrière Kramnik) du tournoi d'échecs de Dortmund en 1998.
En 2003, Svidler finit deuxième au départage de l'open Aeroflot. En 2004, il fut demi-finaliste du tournoi de Dortmund qui était aussi le tournoi des candidats pour le Championnat du monde d'échecs 2004 (classique). En 2005, il finit deuxième ex æquo du tournoi de Dortmund.
En 2018, il bat Samuel Shankland en match lors du tournoi d'échecs de Hoogeveen (3,5 à 2,5).

### Équipe nationale de Russie
Svidler a fait partie de l'équipe russe à toutes les olympiades d'échecs depuis 1994, remportant cinq éditions de 1994 à 2002.
En 2013, il fait partie de l'équipe de Russie qui termine troisième aux Championnats d'Europe d'Échecs par équipe à Varsovie. Il en est le deuxième échiquier.

### Échecs aléatoires Fischer
Svidler est aussi un expert des Échecs aléatoires Fischer (Fischer Random Chess, aussi appelé Chess960). Il a gagné la première édition de l'open Chess960 à Mayence en Allemagne. Au 2003 Mainz Chess Classic, il devint champion du monde du Chess960 en battant Péter Lékó dans un match de 8 parties. Depuis, il a défendu son titre deux fois, contre Levon Aronian en 2004 et Zoltán Almási en 2005.

### Autres centres d'intérêt
Svidler est fan de cricket. Il est également fan de Bob Dylan.

## Une partie

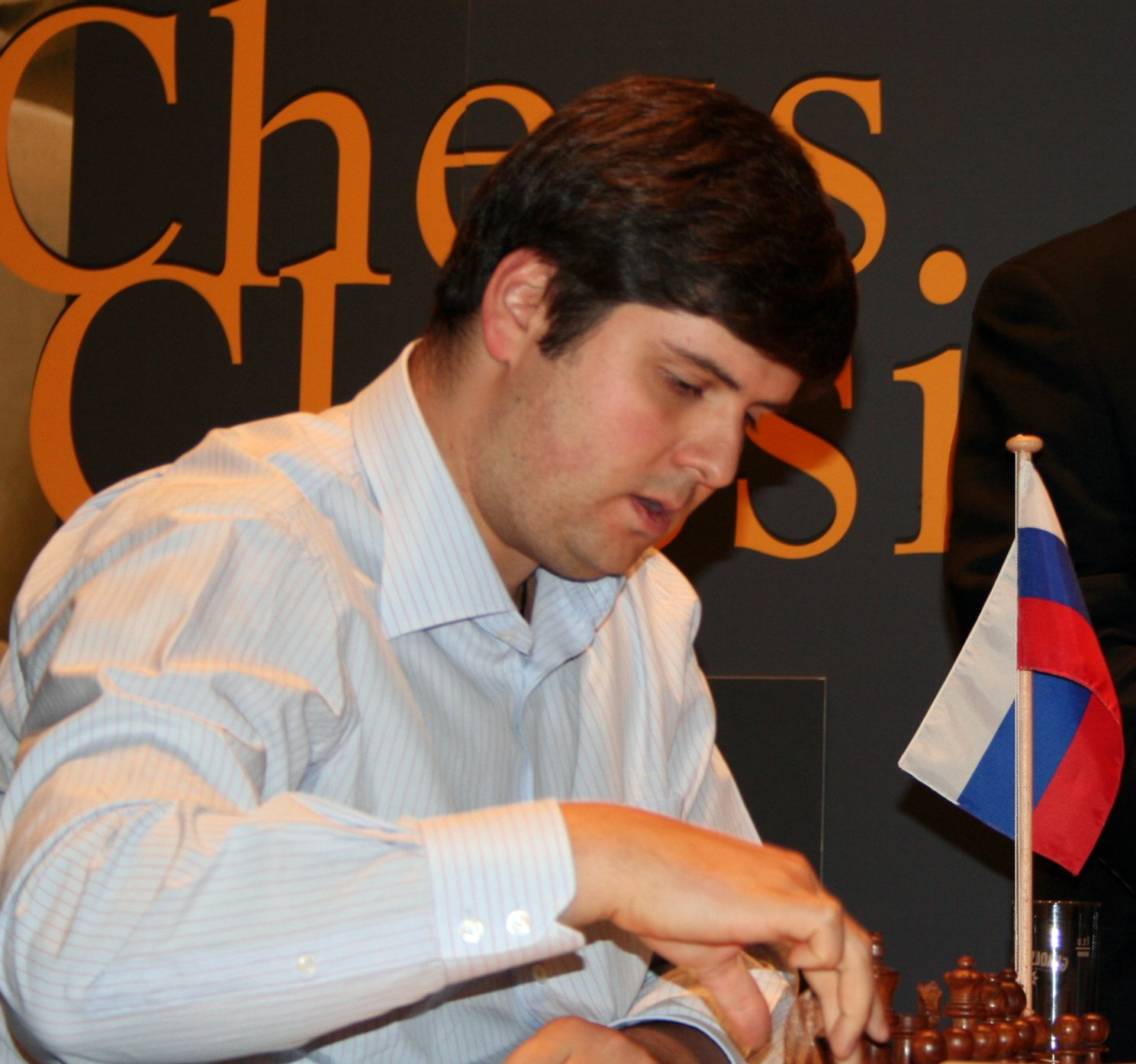
Peter Svidler en 2005

|   | a | b | c | d | e | f | g | h |   |
| 8 | Tour noire sur case blanche c8 · Dame noire sur case noire d8 · Tour noire sur case noire f8 · Roi noir sur case blanche g8 · Pion noir sur case blanche b7 · Fou noir sur case noire e7 · Pion noir sur case blanche f7 · Pion noir sur case noire g7 · Pion noir sur case blanche h7 · Pion noir sur case blanche a6 · Cavalier noir sur case noire b6 · Pion noir sur case noire d6 · Fou noir sur case blanche e6 · Pion noir sur case noire e5 · Pion blanc sur case noire g5 · Cavalier noir sur case blanche h5 · Pion blanc sur case blanche e4 · Cavalier blanc sur case blanche b3 · Cavalier blanc sur case noire c3 · Fou blanc sur case noire e3 · Pion blanc sur case blanche f3 · Pion blanc sur case blanche a2 · Pion blanc sur case noire b2 · Pion blanc sur case blanche c2 · Dame blanche sur case noire f2 · Pion blanc sur case noire h2 · Roi blanc sur case noire c1 · Tour blanche sur case blanche d1 · Fou blanc sur case blanche f1 · Tour blanche sur case noire g1 | Tour noire sur case blanche c8 · Dame noire sur case noire d8 · Tour noire sur case noire f8 · Roi noir sur case blanche g8 · Pion noir sur case blanche b7 · Fou noir sur case noire e7 · Pion noir sur case blanche f7 · Pion noir sur case noire g7 · Pion noir sur case blanche h7 · Pion noir sur case blanche a6 · Cavalier noir sur case noire b6 · Pion noir sur case noire d6 · Fou noir sur case blanche e6 · Pion noir sur case noire e5 · Pion blanc sur case noire g5 · Cavalier noir sur case blanche h5 · Pion blanc sur case blanche e4 · Cavalier blanc sur case blanche b3 · Cavalier blanc sur case noire c3 · Fou blanc sur case noire e3 · Pion blanc sur case blanche f3 · Pion blanc sur case blanche a2 · Pion blanc sur case noire b2 · Pion blanc sur case blanche c2 · Dame blanche sur case noire f2 · Pion blanc sur case noire h2 · Roi blanc sur case noire c1 · Tour blanche sur case blanche d1 · Fou blanc sur case blanche f1 · Tour blanche sur case noire g1 | Tour noire sur case blanche c8 · Dame noire sur case noire d8 · Tour noire sur case noire f8 · Roi noir sur case blanche g8 · Pion noir sur case blanche b7 · Fou noir sur case noire e7 · Pion noir sur case blanche f7 · Pion noir sur case noire g7 · Pion noir sur case blanche h7 · Pion noir sur case blanche a6 · Cavalier noir sur case noire b6 · Pion noir sur case noire d6 · Fou noir sur case blanche e6 · Pion noir sur case noire e5 · Pion blanc sur case noire g5 · Cavalier noir sur case blanche h5 · Pion blanc sur case blanche e4 · Cavalier blanc sur case blanche b3 · Cavalier blanc sur case noire c3 · Fou blanc sur case noire e3 · Pion blanc sur case blanche f3 · Pion blanc sur case blanche a2 · Pion blanc sur case noire b2 · Pion blanc sur case blanche c2 · Dame blanche sur case noire f2 · Pion blanc sur case noire h2 · Roi blanc sur case noire c1 · Tour blanche sur case blanche d1 · Fou blanc sur case blanche f1 · Tour blanche sur case noire g1 | Tour noire sur case blanche c8 · Dame noire sur case noire d8 · Tour noire sur case noire f8 · Roi noir sur case blanche g8 · Pion noir sur case blanche b7 · Fou noir sur case noire e7 · Pion noir sur case blanche f7 · Pion noir sur case noire g7 · Pion noir sur case blanche h7 · Pion noir sur case blanche a6 · Cavalier noir sur case noire b6 · Pion noir sur case noire d6 · Fou noir sur case blanche e6 · Pion noir sur case noire e5 · Pion blanc sur case noire g5 · Cavalier noir sur case blanche h5 · Pion blanc sur case blanche e4 · Cavalier blanc sur case blanche b3 · Cavalier blanc sur case noire c3 · Fou blanc sur case noire e3 · Pion blanc sur case blanche f3 · Pion blanc sur case blanche a2 · Pion blanc sur case noire b2 · Pion blanc sur case blanche c2 · Dame blanche sur case noire f2 · Pion blanc sur case noire h2 · Roi blanc sur case noire c1 · Tour blanche sur case blanche d1 · Fou blanc sur case blanche f1 · Tour blanche sur case noire g1 | Tour noire sur case blanche c8 · Dame noire sur case noire d8 · Tour noire sur case noire f8 · Roi noir sur case blanche g8 · Pion noir sur case blanche b7 · Fou noir sur case noire e7 · Pion noir sur case blanche f7 · Pion noir sur case noire g7 · Pion noir sur case blanche h7 · Pion noir sur case blanche a6 · Cavalier noir sur case noire b6 · Pion noir sur case noire d6 · Fou noir sur case blanche e6 · Pion noir sur case noire e5 · Pion blanc sur case noire g5 · Cavalier noir sur case blanche h5 · Pion blanc sur case blanche e4 · Cavalier blanc sur case blanche b3 · Cavalier blanc sur case noire c3 · Fou blanc sur case noire e3 · Pion blanc sur case blanche f3 · Pion blanc sur case blanche a2 · Pion blanc sur case noire b2 · Pion blanc sur case blanche c2 · Dame blanche sur case noire f2 · Pion blanc sur case noire h2 · Roi blanc sur case noire c1 · Tour blanche sur case blanche d1 · Fou blanc sur case blanche f1 · Tour blanche sur case noire g1 | Tour noire sur case blanche c8 · Dame noire sur case noire d8 · Tour noire sur case noire f8 · Roi noir sur case blanche g8 · Pion noir sur case blanche b7 · Fou noir sur case noire e7 · Pion noir sur case blanche f7 · Pion noir sur case noire g7 · Pion noir sur case blanche h7 · Pion noir sur case blanche a6 · Cavalier noir sur case noire b6 · Pion noir sur case noire d6 · Fou noir sur case blanche e6 · Pion noir sur case noire e5 · Pion blanc sur case noire g5 · Cavalier noir sur case blanche h5 · Pion blanc sur case blanche e4 · Cavalier blanc sur case blanche b3 · Cavalier blanc sur case noire c3 · Fou blanc sur case noire e3 · Pion blanc sur case blanche f3 · Pion blanc sur case blanche a2 · Pion blanc sur case noire b2 · Pion blanc sur case blanche c2 · Dame blanche sur case noire f2 · Pion blanc sur case noire h2 · Roi blanc sur case noire c1 · Tour blanche sur case blanche d1 · Fou blanc sur case blanche f1 · Tour blanche sur case noire g1 | Tour noire sur case blanche c8 · Dame noire sur case noire d8 · Tour noire sur case noire f8 · Roi noir sur case blanche g8 · Pion noir sur case blanche b7 · Fou noir sur case noire e7 · Pion noir sur case blanche f7 · Pion noir sur case noire g7 · Pion noir sur case blanche h7 · Pion noir sur case blanche a6 · Cavalier noir sur case noire b6 · Pion noir sur case noire d6 · Fou noir sur case blanche e6 · Pion noir sur case noire e5 · Pion blanc sur case noire g5 · Cavalier noir sur case blanche h5 · Pion blanc sur case blanche e4 · Cavalier blanc sur case blanche b3 · Cavalier blanc sur case noire c3 · Fou blanc sur case noire e3 · Pion blanc sur case blanche f3 · Pion blanc sur case blanche a2 · Pion blanc sur case noire b2 · Pion blanc sur case blanche c2 · Dame blanche sur case noire f2 · Pion blanc sur case noire h2 · Roi blanc sur case noire c1 · Tour blanche sur case blanche d1 · Fou blanc sur case blanche f1 · Tour blanche sur case noire g1 | Tour noire sur case blanche c8 · Dame noire sur case noire d8 · Tour noire sur case noire f8 · Roi noir sur case blanche g8 · Pion noir sur case blanche b7 · Fou noir sur case noire e7 · Pion noir sur case blanche f7 · Pion noir sur case noire g7 · Pion noir sur case blanche h7 · Pion noir sur case blanche a6 · Cavalier noir sur case noire b6 · Pion noir sur case noire d6 · Fou noir sur case blanche e6 · Pion noir sur case noire e5 · Pion blanc sur case noire g5 · Cavalier noir sur case blanche h5 · Pion blanc sur case blanche e4 · Cavalier blanc sur case blanche b3 · Cavalier blanc sur case noire c3 · Fou blanc sur case noire e3 · Pion blanc sur case blanche f3 · Pion blanc sur case blanche a2 · Pion blanc sur case noire b2 · Pion blanc sur case blanche c2 · Dame blanche sur case noire f2 · Pion blanc sur case noire h2 · Roi blanc sur case noire c1 · Tour blanche sur case blanche d1 · Fou blanc sur case blanche f1 · Tour blanche sur case noire g1 | 8 |
| 7 | Tour noire sur case blanche c8 · Dame noire sur case noire d8 · Tour noire sur case noire f8 · Roi noir sur case blanche g8 · Pion noir sur case blanche b7 · Fou noir sur case noire e7 · Pion noir sur case blanche f7 · Pion noir sur case noire g7 · Pion noir sur case blanche h7 · Pion noir sur case blanche a6 · Cavalier noir sur case noire b6 · Pion noir sur case noire d6 · Fou noir sur case blanche e6 · Pion noir sur case noire e5 · Pion blanc sur case noire g5 · Cavalier noir sur case blanche h5 · Pion blanc sur case blanche e4 · Cavalier blanc sur case blanche b3 · Cavalier blanc sur case noire c3 · Fou blanc sur case noire e3 · Pion blanc sur case blanche f3 · Pion blanc sur case blanche a2 · Pion blanc sur case noire b2 · Pion blanc sur case blanche c2 · Dame blanche sur case noire f2 · Pion blanc sur case noire h2 · Roi blanc sur case noire c1 · Tour blanche sur case blanche d1 · Fou blanc sur case blanche f1 · Tour blanche sur case noire g1 | Tour noire sur case blanche c8 · Dame noire sur case noire d8 · Tour noire sur case noire f8 · Roi noir sur case blanche g8 · Pion noir sur case blanche b7 · Fou noir sur case noire e7 · Pion noir sur case blanche f7 · Pion noir sur case noire g7 · Pion noir sur case blanche h7 · Pion noir sur case blanche a6 · Cavalier noir sur case noire b6 · Pion noir sur case noire d6 · Fou noir sur case blanche e6 · Pion noir sur case noire e5 · Pion blanc sur case noire g5 · Cavalier noir sur case blanche h5 · Pion blanc sur case blanche e4 · Cavalier blanc sur case blanche b3 · Cavalier blanc sur case noire c3 · Fou blanc sur case noire e3 · Pion blanc sur case blanche f3 · Pion blanc sur case blanche a2 · Pion blanc sur case noire b2 · Pion blanc sur case blanche c2 · Dame blanche sur case noire f2 · Pion blanc sur case noire h2 · Roi blanc sur case noire c1 · Tour blanche sur case blanche d1 · Fou blanc sur case blanche f1 · Tour blanche sur case noire g1 | Tour noire sur case blanche c8 · Dame noire sur case noire d8 · Tour noire sur case noire f8 · Roi noir sur case blanche g8 · Pion noir sur case blanche b7 · Fou noir sur case noire e7 · Pion noir sur case blanche f7 · Pion noir sur case noire g7 · Pion noir sur case blanche h7 · Pion noir sur case blanche a6 · Cavalier noir sur case noire b6 · Pion noir sur case noire d6 · Fou noir sur case blanche e6 · Pion noir sur case noire e5 · Pion blanc sur case noire g5 · Cavalier noir sur case blanche h5 · Pion blanc sur case blanche e4 · Cavalier blanc sur case blanche b3 · Cavalier blanc sur case noire c3 · Fou blanc sur case noire e3 · Pion blanc sur case blanche f3 · Pion blanc sur case blanche a2 · Pion blanc sur case noire b2 · Pion blanc sur case blanche c2 · Dame blanche sur case noire f2 · Pion blanc sur case noire h2 · Roi blanc sur case noire c1 · Tour blanche sur case blanche d1 · Fou blanc sur case blanche f1 · Tour blanche sur case noire g1 | Tour noire sur case blanche c8 · Dame noire sur case noire d8 · Tour noire sur case noire f8 · Roi noir sur case blanche g8 · Pion noir sur case blanche b7 · Fou noir sur case noire e7 · Pion noir sur case blanche f7 · Pion noir sur case noire g7 · Pion noir sur case blanche h7 · Pion noir sur case blanche a6 · Cavalier noir sur case noire b6 · Pion noir sur case noire d6 · Fou noir sur case blanche e6 · Pion noir sur case noire e5 · Pion blanc sur case noire g5 · Cavalier noir sur case blanche h5 · Pion blanc sur case blanche e4 · Cavalier blanc sur case blanche b3 · Cavalier blanc sur case noire c3 · Fou blanc sur case noire e3 · Pion blanc sur case blanche f3 · Pion blanc sur case blanche a2 · Pion blanc sur case noire b2 · Pion blanc sur case blanche c2 · Dame blanche sur case noire f2 · Pion blanc sur case noire h2 · Roi blanc sur case noire c1 · Tour blanche sur case blanche d1 · Fou blanc sur case blanche f1 · Tour blanche sur case noire g1 | Tour noire sur case blanche c8 · Dame noire sur case noire d8 · Tour noire sur case noire f8 · Roi noir sur case blanche g8 · Pion noir sur case blanche b7 · Fou noir sur case noire e7 · Pion noir sur case blanche f7 · Pion noir sur case noire g7 · Pion noir sur case blanche h7 · Pion noir sur case blanche a6 · Cavalier noir sur case noire b6 · Pion noir sur case noire d6 · Fou noir sur case blanche e6 · Pion noir sur case noire e5 · Pion blanc sur case noire g5 · Cavalier noir sur case blanche h5 · Pion blanc sur case blanche e4 · Cavalier blanc sur case blanche b3 · Cavalier blanc sur case noire c3 · Fou blanc sur case noire e3 · Pion blanc sur case blanche f3 · Pion blanc sur case blanche a2 · Pion blanc sur case noire b2 · Pion blanc sur case blanche c2 · Dame blanche sur case noire f2 · Pion blanc sur case noire h2 · Roi blanc sur case noire c1 · Tour blanche sur case blanche d1 · Fou blanc sur case blanche f1 · Tour blanche sur case noire g1 | Tour noire sur case blanche c8 · Dame noire sur case noire d8 · Tour noire sur case noire f8 · Roi noir sur case blanche g8 · Pion noir sur case blanche b7 · Fou noir sur case noire e7 · Pion noir sur case blanche f7 · Pion noir sur case noire g7 · Pion noir sur case blanche h7 · Pion noir sur case blanche a6 · Cavalier noir sur case noire b6 · Pion noir sur case noire d6 · Fou noir sur case blanche e6 · Pion noir sur case noire e5 · Pion blanc sur case noire g5 · Cavalier noir sur case blanche h5 · Pion blanc sur case blanche e4 · Cavalier blanc sur case blanche b3 · Cavalier blanc sur case noire c3 · Fou blanc sur case noire e3 · Pion blanc sur case blanche f3 · Pion blanc sur case blanche a2 · Pion blanc sur case noire b2 · Pion blanc sur case blanche c2 · Dame blanche sur case noire f2 · Pion blanc sur case noire h2 · Roi blanc sur case noire c1 · Tour blanche sur case blanche d1 · Fou blanc sur case blanche f1 · Tour blanche sur case noire g1 | Tour noire sur case blanche c8 · Dame noire sur case noire d8 · Tour noire sur case noire f8 · Roi noir sur case blanche g8 · Pion noir sur case blanche b7 · Fou noir sur case noire e7 · Pion noir sur case blanche f7 · Pion noir sur case noire g7 · Pion noir sur case blanche h7 · Pion noir sur case blanche a6 · Cavalier noir sur case noire b6 · Pion noir sur case noire d6 · Fou noir sur case blanche e6 · Pion noir sur case noire e5 · Pion blanc sur case noire g5 · Cavalier noir sur case blanche h5 · Pion blanc sur case blanche e4 · Cavalier blanc sur case blanche b3 · Cavalier blanc sur case noire c3 · Fou blanc sur case noire e3 · Pion blanc sur case blanche f3 · Pion blanc sur case blanche a2 · Pion blanc sur case noire b2 · Pion blanc sur case blanche c2 · Dame blanche sur case noire f2 · Pion blanc sur case noire h2 · Roi blanc sur case noire c1 · Tour blanche sur case blanche d1 · Fou blanc sur case blanche f1 · Tour blanche sur case noire g1 | Tour noire sur case blanche c8 · Dame noire sur case noire d8 · Tour noire sur case noire f8 · Roi noir sur case blanche g8 · Pion noir sur case blanche b7 · Fou noir sur case noire e7 · Pion noir sur case blanche f7 · Pion noir sur case noire g7 · Pion noir sur case blanche h7 · Pion noir sur case blanche a6 · Cavalier noir sur case noire b6 · Pion noir sur case noire d6 · Fou noir sur case blanche e6 · Pion noir sur case noire e5 · Pion blanc sur case noire g5 · Cavalier noir sur case blanche h5 · Pion blanc sur case blanche e4 · Cavalier blanc sur case blanche b3 · Cavalier blanc sur case noire c3 · Fou blanc sur case noire e3 · Pion blanc sur case blanche f3 · Pion blanc sur case blanche a2 · Pion blanc sur case noire b2 · Pion blanc sur case blanche c2 · Dame blanche sur case noire f2 · Pion blanc sur case noire h2 · Roi blanc sur case noire c1 · Tour blanche sur case blanche d1 · Fou blanc sur case blanche f1 · Tour blanche sur case noire g1 | 7 |
| 6 | Tour noire sur case blanche c8 · Dame noire sur case noire d8 · Tour noire sur case noire f8 · Roi noir sur case blanche g8 · Pion noir sur case blanche b7 · Fou noir sur case noire e7 · Pion noir sur case blanche f7 · Pion noir sur case noire g7 · Pion noir sur case blanche h7 · Pion noir sur case blanche a6 · Cavalier noir sur case noire b6 · Pion noir sur case noire d6 · Fou noir sur case blanche e6 · Pion noir sur case noire e5 · Pion blanc sur case noire g5 · Cavalier noir sur case blanche h5 · Pion blanc sur case blanche e4 · Cavalier blanc sur case blanche b3 · Cavalier blanc sur case noire c3 · Fou blanc sur case noire e3 · Pion blanc sur case blanche f3 · Pion blanc sur case blanche a2 · Pion blanc sur case noire b2 · Pion blanc sur case blanche c2 · Dame blanche sur case noire f2 · Pion blanc sur case noire h2 · Roi blanc sur case noire c1 · Tour blanche sur case blanche d1 · Fou blanc sur case blanche f1 · Tour blanche sur case noire g1 | Tour noire sur case blanche c8 · Dame noire sur case noire d8 · Tour noire sur case noire f8 · Roi noir sur case blanche g8 · Pion noir sur case blanche b7 · Fou noir sur case noire e7 · Pion noir sur case blanche f7 · Pion noir sur case noire g7 · Pion noir sur case blanche h7 · Pion noir sur case blanche a6 · Cavalier noir sur case noire b6 · Pion noir sur case noire d6 · Fou noir sur case blanche e6 · Pion noir sur case noire e5 · Pion blanc sur case noire g5 · Cavalier noir sur case blanche h5 · Pion blanc sur case blanche e4 · Cavalier blanc sur case blanche b3 · Cavalier blanc sur case noire c3 · Fou blanc sur case noire e3 · Pion blanc sur case blanche f3 · Pion blanc sur case blanche a2 · Pion blanc sur case noire b2 · Pion blanc sur case blanche c2 · Dame blanche sur case noire f2 · Pion blanc sur case noire h2 · Roi blanc sur case noire c1 · Tour blanche sur case blanche d1 · Fou blanc sur case blanche f1 · Tour blanche sur case noire g1 | Tour noire sur case blanche c8 · Dame noire sur case noire d8 · Tour noire sur case noire f8 · Roi noir sur case blanche g8 · Pion noir sur case blanche b7 · Fou noir sur case noire e7 · Pion noir sur case blanche f7 · Pion noir sur case noire g7 · Pion noir sur case blanche h7 · Pion noir sur case blanche a6 · Cavalier noir sur case noire b6 · Pion noir sur case noire d6 · Fou noir sur case blanche e6 · Pion noir sur case noire e5 · Pion blanc sur case noire g5 · Cavalier noir sur case blanche h5 · Pion blanc sur case blanche e4 · Cavalier blanc sur case blanche b3 · Cavalier blanc sur case noire c3 · Fou blanc sur case noire e3 · Pion blanc sur case blanche f3 · Pion blanc sur case blanche a2 · Pion blanc sur case noire b2 · Pion blanc sur case blanche c2 · Dame blanche sur case noire f2 · Pion blanc sur case noire h2 · Roi blanc sur case noire c1 · Tour blanche sur case blanche d1 · Fou blanc sur case blanche f1 · Tour blanche sur case noire g1 | Tour noire sur case blanche c8 · Dame noire sur case noire d8 · Tour noire sur case noire f8 · Roi noir sur case blanche g8 · Pion noir sur case blanche b7 · Fou noir sur case noire e7 · Pion noir sur case blanche f7 · Pion noir sur case noire g7 · Pion noir sur case blanche h7 · Pion noir sur case blanche a6 · Cavalier noir sur case noire b6 · Pion noir sur case noire d6 · Fou noir sur case blanche e6 · Pion noir sur case noire e5 · Pion blanc sur case noire g5 · Cavalier noir sur case blanche h5 · Pion blanc sur case blanche e4 · Cavalier blanc sur case blanche b3 · Cavalier blanc sur case noire c3 · Fou blanc sur case noire e3 · Pion blanc sur case blanche f3 · Pion blanc sur case blanche a2 · Pion blanc sur case noire b2 · Pion blanc sur case blanche c2 · Dame blanche sur case noire f2 · Pion blanc sur case noire h2 · Roi blanc sur case noire c1 · Tour blanche sur case blanche d1 · Fou blanc sur case blanche f1 · Tour blanche sur case noire g1 | Tour noire sur case blanche c8 · Dame noire sur case noire d8 · Tour noire sur case noire f8 · Roi noir sur case blanche g8 · Pion noir sur case blanche b7 · Fou noir sur case noire e7 · Pion noir sur case blanche f7 · Pion noir sur case noire g7 · Pion noir sur case blanche h7 · Pion noir sur case blanche a6 · Cavalier noir sur case noire b6 · Pion noir sur case noire d6 · Fou noir sur case blanche e6 · Pion noir sur case noire e5 · Pion blanc sur case noire g5 · Cavalier noir sur case blanche h5 · Pion blanc sur case blanche e4 · Cavalier blanc sur case blanche b3 · Cavalier blanc sur case noire c3 · Fou blanc sur case noire e3 · Pion blanc sur case blanche f3 · Pion blanc sur case blanche a2 · Pion blanc sur case noire b2 · Pion blanc sur case blanche c2 · Dame blanche sur case noire f2 · Pion blanc sur case noire h2 · Roi blanc sur case noire c1 · Tour blanche sur case blanche d1 · Fou blanc sur case blanche f1 · Tour blanche sur case noire g1 | Tour noire sur case blanche c8 · Dame noire sur case noire d8 · Tour noire sur case noire f8 · Roi noir sur case blanche g8 · Pion noir sur case blanche b7 · Fou noir sur case noire e7 · Pion noir sur case blanche f7 · Pion noir sur case noire g7 · Pion noir sur case blanche h7 · Pion noir sur case blanche a6 · Cavalier noir sur case noire b6 · Pion noir sur case noire d6 · Fou noir sur case blanche e6 · Pion noir sur case noire e5 · Pion blanc sur case noire g5 · Cavalier noir sur case blanche h5 · Pion blanc sur case blanche e4 · Cavalier blanc sur case blanche b3 · Cavalier blanc sur case noire c3 · Fou blanc sur case noire e3 · Pion blanc sur case blanche f3 · Pion blanc sur case blanche a2 · Pion blanc sur case noire b2 · Pion blanc sur case blanche c2 · Dame blanche sur case noire f2 · Pion blanc sur case noire h2 · Roi blanc sur case noire c1 · Tour blanche sur case blanche d1 · Fou blanc sur case blanche f1 · Tour blanche sur case noire g1 | Tour noire sur case blanche c8 · Dame noire sur case noire d8 · Tour noire sur case noire f8 · Roi noir sur case blanche g8 · Pion noir sur case blanche b7 · Fou noir sur case noire e7 · Pion noir sur case blanche f7 · Pion noir sur case noire g7 · Pion noir sur case blanche h7 · Pion noir sur case blanche a6 · Cavalier noir sur case noire b6 · Pion noir sur case noire d6 · Fou noir sur case blanche e6 · Pion noir sur case noire e5 · Pion blanc sur case noire g5 · Cavalier noir sur case blanche h5 · Pion blanc sur case blanche e4 · Cavalier blanc sur case blanche b3 · Cavalier blanc sur case noire c3 · Fou blanc sur case noire e3 · Pion blanc sur case blanche f3 · Pion blanc sur case blanche a2 · Pion blanc sur case noire b2 · Pion blanc sur case blanche c2 · Dame blanche sur case noire f2 · Pion blanc sur case noire h2 · Roi blanc sur case noire c1 · Tour blanche sur case blanche d1 · Fou blanc sur case blanche f1 · Tour blanche sur case noire g1 | Tour noire sur case blanche c8 · Dame noire sur case noire d8 · Tour noire sur case noire f8 · Roi noir sur case blanche g8 · Pion noir sur case blanche b7 · Fou noir sur case noire e7 · Pion noir sur case blanche f7 · Pion noir sur case noire g7 · Pion noir sur case blanche h7 · Pion noir sur case blanche a6 · Cavalier noir sur case noire b6 · Pion noir sur case noire d6 · Fou noir sur case blanche e6 · Pion noir sur case noire e5 · Pion blanc sur case noire g5 · Cavalier noir sur case blanche h5 · Pion blanc sur case blanche e4 · Cavalier blanc sur case blanche b3 · Cavalier blanc sur case noire c3 · Fou blanc sur case noire e3 · Pion blanc sur case blanche f3 · Pion blanc sur case blanche a2 · Pion blanc sur case noire b2 · Pion blanc sur case blanche c2 · Dame blanche sur case noire f2 · Pion blanc sur case noire h2 · Roi blanc sur case noire c1 · Tour blanche sur case blanche d1 · Fou blanc sur case blanche f1 · Tour blanche sur case noire g1 | 6 |
| 5 | Tour noire sur case blanche c8 · Dame noire sur case noire d8 · Tour noire sur case noire f8 · Roi noir sur case blanche g8 · Pion noir sur case blanche b7 · Fou noir sur case noire e7 · Pion noir sur case blanche f7 · Pion noir sur case noire g7 · Pion noir sur case blanche h7 · Pion noir sur case blanche a6 · Cavalier noir sur case noire b6 · Pion noir sur case noire d6 · Fou noir sur case blanche e6 · Pion noir sur case noire e5 · Pion blanc sur case noire g5 · Cavalier noir sur case blanche h5 · Pion blanc sur case blanche e4 · Cavalier blanc sur case blanche b3 · Cavalier blanc sur case noire c3 · Fou blanc sur case noire e3 · Pion blanc sur case blanche f3 · Pion blanc sur case blanche a2 · Pion blanc sur case noire b2 · Pion blanc sur case blanche c2 · Dame blanche sur case noire f2 · Pion blanc sur case noire h2 · Roi blanc sur case noire c1 · Tour blanche sur case blanche d1 · Fou blanc sur case blanche f1 · Tour blanche sur case noire g1 | Tour noire sur case blanche c8 · Dame noire sur case noire d8 · Tour noire sur case noire f8 · Roi noir sur case blanche g8 · Pion noir sur case blanche b7 · Fou noir sur case noire e7 · Pion noir sur case blanche f7 · Pion noir sur case noire g7 · Pion noir sur case blanche h7 · Pion noir sur case blanche a6 · Cavalier noir sur case noire b6 · Pion noir sur case noire d6 · Fou noir sur case blanche e6 · Pion noir sur case noire e5 · Pion blanc sur case noire g5 · Cavalier noir sur case blanche h5 · Pion blanc sur case blanche e4 · Cavalier blanc sur case blanche b3 · Cavalier blanc sur case noire c3 · Fou blanc sur case noire e3 · Pion blanc sur case blanche f3 · Pion blanc sur case blanche a2 · Pion blanc sur case noire b2 · Pion blanc sur case blanche c2 · Dame blanche sur case noire f2 · Pion blanc sur case noire h2 · Roi blanc sur case noire c1 · Tour blanche sur case blanche d1 · Fou blanc sur case blanche f1 · Tour blanche sur case noire g1 | Tour noire sur case blanche c8 · Dame noire sur case noire d8 · Tour noire sur case noire f8 · Roi noir sur case blanche g8 · Pion noir sur case blanche b7 · Fou noir sur case noire e7 · Pion noir sur case blanche f7 · Pion noir sur case noire g7 · Pion noir sur case blanche h7 · Pion noir sur case blanche a6 · Cavalier noir sur case noire b6 · Pion noir sur case noire d6 · Fou noir sur case blanche e6 · Pion noir sur case noire e5 · Pion blanc sur case noire g5 · Cavalier noir sur case blanche h5 · Pion blanc sur case blanche e4 · Cavalier blanc sur case blanche b3 · Cavalier blanc sur case noire c3 · Fou blanc sur case noire e3 · Pion blanc sur case blanche f3 · Pion blanc sur case blanche a2 · Pion blanc sur case noire b2 · Pion blanc sur case blanche c2 · Dame blanche sur case noire f2 · Pion blanc sur case noire h2 · Roi blanc sur case noire c1 · Tour blanche sur case blanche d1 · Fou blanc sur case blanche f1 · Tour blanche sur case noire g1 | Tour noire sur case blanche c8 · Dame noire sur case noire d8 · Tour noire sur case noire f8 · Roi noir sur case blanche g8 · Pion noir sur case blanche b7 · Fou noir sur case noire e7 · Pion noir sur case blanche f7 · Pion noir sur case noire g7 · Pion noir sur case blanche h7 · Pion noir sur case blanche a6 · Cavalier noir sur case noire b6 · Pion noir sur case noire d6 · Fou noir sur case blanche e6 · Pion noir sur case noire e5 · Pion blanc sur case noire g5 · Cavalier noir sur case blanche h5 · Pion blanc sur case blanche e4 · Cavalier blanc sur case blanche b3 · Cavalier blanc sur case noire c3 · Fou blanc sur case noire e3 · Pion blanc sur case blanche f3 · Pion blanc sur case blanche a2 · Pion blanc sur case noire b2 · Pion blanc sur case blanche c2 · Dame blanche sur case noire f2 · Pion blanc sur case noire h2 · Roi blanc sur case noire c1 · Tour blanche sur case blanche d1 · Fou blanc sur case blanche f1 · Tour blanche sur case noire g1 | Tour noire sur case blanche c8 · Dame noire sur case noire d8 · Tour noire sur case noire f8 · Roi noir sur case blanche g8 · Pion noir sur case blanche b7 · Fou noir sur case noire e7 · Pion noir sur case blanche f7 · Pion noir sur case noire g7 · Pion noir sur case blanche h7 · Pion noir sur case blanche a6 · Cavalier noir sur case noire b6 · Pion noir sur case noire d6 · Fou noir sur case blanche e6 · Pion noir sur case noire e5 · Pion blanc sur case noire g5 · Cavalier noir sur case blanche h5 · Pion blanc sur case blanche e4 · Cavalier blanc sur case blanche b3 · Cavalier blanc sur case noire c3 · Fou blanc sur case noire e3 · Pion blanc sur case blanche f3 · Pion blanc sur case blanche a2 · Pion blanc sur case noire b2 · Pion blanc sur case blanche c2 · Dame blanche sur case noire f2 · Pion blanc sur case noire h2 · Roi blanc sur case noire c1 · Tour blanche sur case blanche d1 · Fou blanc sur case blanche f1 · Tour blanche sur case noire g1 | Tour noire sur case blanche c8 · Dame noire sur case noire d8 · Tour noire sur case noire f8 · Roi noir sur case blanche g8 · Pion noir sur case blanche b7 · Fou noir sur case noire e7 · Pion noir sur case blanche f7 · Pion noir sur case noire g7 · Pion noir sur case blanche h7 · Pion noir sur case blanche a6 · Cavalier noir sur case noire b6 · Pion noir sur case noire d6 · Fou noir sur case blanche e6 · Pion noir sur case noire e5 · Pion blanc sur case noire g5 · Cavalier noir sur case blanche h5 · Pion blanc sur case blanche e4 · Cavalier blanc sur case blanche b3 · Cavalier blanc sur case noire c3 · Fou blanc sur case noire e3 · Pion blanc sur case blanche f3 · Pion blanc sur case blanche a2 · Pion blanc sur case noire b2 · Pion blanc sur case blanche c2 · Dame blanche sur case noire f2 · Pion blanc sur case noire h2 · Roi blanc sur case noire c1 · Tour blanche sur case blanche d1 · Fou blanc sur case blanche f1 · Tour blanche sur case noire g1 | Tour noire sur case blanche c8 · Dame noire sur case noire d8 · Tour noire sur case noire f8 · Roi noir sur case blanche g8 · Pion noir sur case blanche b7 · Fou noir sur case noire e7 · Pion noir sur case blanche f7 · Pion noir sur case noire g7 · Pion noir sur case blanche h7 · Pion noir sur case blanche a6 · Cavalier noir sur case noire b6 · Pion noir sur case noire d6 · Fou noir sur case blanche e6 · Pion noir sur case noire e5 · Pion blanc sur case noire g5 · Cavalier noir sur case blanche h5 · Pion blanc sur case blanche e4 · Cavalier blanc sur case blanche b3 · Cavalier blanc sur case noire c3 · Fou blanc sur case noire e3 · Pion blanc sur case blanche f3 · Pion blanc sur case blanche a2 · Pion blanc sur case noire b2 · Pion blanc sur case blanche c2 · Dame blanche sur case noire f2 · Pion blanc sur case noire h2 · Roi blanc sur case noire c1 · Tour blanche sur case blanche d1 · Fou blanc sur case blanche f1 · Tour blanche sur case noire g1 | Tour noire sur case blanche c8 · Dame noire sur case noire d8 · Tour noire sur case noire f8 · Roi noir sur case blanche g8 · Pion noir sur case blanche b7 · Fou noir sur case noire e7 · Pion noir sur case blanche f7 · Pion noir sur case noire g7 · Pion noir sur case blanche h7 · Pion noir sur case blanche a6 · Cavalier noir sur case noire b6 · Pion noir sur case noire d6 · Fou noir sur case blanche e6 · Pion noir sur case noire e5 · Pion blanc sur case noire g5 · Cavalier noir sur case blanche h5 · Pion blanc sur case blanche e4 · Cavalier blanc sur case blanche b3 · Cavalier blanc sur case noire c3 · Fou blanc sur case noire e3 · Pion blanc sur case blanche f3 · Pion blanc sur case blanche a2 · Pion blanc sur case noire b2 · Pion blanc sur case blanche c2 · Dame blanche sur case noire f2 · Pion blanc sur case noire h2 · Roi blanc sur case noire c1 · Tour blanche sur case blanche d1 · Fou blanc sur case blanche f1 · Tour blanche sur case noire g1 | 5 |
| 4 | Tour noire sur case blanche c8 · Dame noire sur case noire d8 · Tour noire sur case noire f8 · Roi noir sur case blanche g8 · Pion noir sur case blanche b7 · Fou noir sur case noire e7 · Pion noir sur case blanche f7 · Pion noir sur case noire g7 · Pion noir sur case blanche h7 · Pion noir sur case blanche a6 · Cavalier noir sur case noire b6 · Pion noir sur case noire d6 · Fou noir sur case blanche e6 · Pion noir sur case noire e5 · Pion blanc sur case noire g5 · Cavalier noir sur case blanche h5 · Pion blanc sur case blanche e4 · Cavalier blanc sur case blanche b3 · Cavalier blanc sur case noire c3 · Fou blanc sur case noire e3 · Pion blanc sur case blanche f3 · Pion blanc sur case blanche a2 · Pion blanc sur case noire b2 · Pion blanc sur case blanche c2 · Dame blanche sur case noire f2 · Pion blanc sur case noire h2 · Roi blanc sur case noire c1 · Tour blanche sur case blanche d1 · Fou blanc sur case blanche f1 · Tour blanche sur case noire g1 | Tour noire sur case blanche c8 · Dame noire sur case noire d8 · Tour noire sur case noire f8 · Roi noir sur case blanche g8 · Pion noir sur case blanche b7 · Fou noir sur case noire e7 · Pion noir sur case blanche f7 · Pion noir sur case noire g7 · Pion noir sur case blanche h7 · Pion noir sur case blanche a6 · Cavalier noir sur case noire b6 · Pion noir sur case noire d6 · Fou noir sur case blanche e6 · Pion noir sur case noire e5 · Pion blanc sur case noire g5 · Cavalier noir sur case blanche h5 · Pion blanc sur case blanche e4 · Cavalier blanc sur case blanche b3 · Cavalier blanc sur case noire c3 · Fou blanc sur case noire e3 · Pion blanc sur case blanche f3 · Pion blanc sur case blanche a2 · Pion blanc sur case noire b2 · Pion blanc sur case blanche c2 · Dame blanche sur case noire f2 · Pion blanc sur case noire h2 · Roi blanc sur case noire c1 · Tour blanche sur case blanche d1 · Fou blanc sur case blanche f1 · Tour blanche sur case noire g1 | Tour noire sur case blanche c8 · Dame noire sur case noire d8 · Tour noire sur case noire f8 · Roi noir sur case blanche g8 · Pion noir sur case blanche b7 · Fou noir sur case noire e7 · Pion noir sur case blanche f7 · Pion noir sur case noire g7 · Pion noir sur case blanche h7 · Pion noir sur case blanche a6 · Cavalier noir sur case noire b6 · Pion noir sur case noire d6 · Fou noir sur case blanche e6 · Pion noir sur case noire e5 · Pion blanc sur case noire g5 · Cavalier noir sur case blanche h5 · Pion blanc sur case blanche e4 · Cavalier blanc sur case blanche b3 · Cavalier blanc sur case noire c3 · Fou blanc sur case noire e3 · Pion blanc sur case blanche f3 · Pion blanc sur case blanche a2 · Pion blanc sur case noire b2 · Pion blanc sur case blanche c2 · Dame blanche sur case noire f2 · Pion blanc sur case noire h2 · Roi blanc sur case noire c1 · Tour blanche sur case blanche d1 · Fou blanc sur case blanche f1 · Tour blanche sur case noire g1 | Tour noire sur case blanche c8 · Dame noire sur case noire d8 · Tour noire sur case noire f8 · Roi noir sur case blanche g8 · Pion noir sur case blanche b7 · Fou noir sur case noire e7 · Pion noir sur case blanche f7 · Pion noir sur case noire g7 · Pion noir sur case blanche h7 · Pion noir sur case blanche a6 · Cavalier noir sur case noire b6 · Pion noir sur case noire d6 · Fou noir sur case blanche e6 · Pion noir sur case noire e5 · Pion blanc sur case noire g5 · Cavalier noir sur case blanche h5 · Pion blanc sur case blanche e4 · Cavalier blanc sur case blanche b3 · Cavalier blanc sur case noire c3 · Fou blanc sur case noire e3 · Pion blanc sur case blanche f3 · Pion blanc sur case blanche a2 · Pion blanc sur case noire b2 · Pion blanc sur case blanche c2 · Dame blanche sur case noire f2 · Pion blanc sur case noire h2 · Roi blanc sur case noire c1 · Tour blanche sur case blanche d1 · Fou blanc sur case blanche f1 · Tour blanche sur case noire g1 | Tour noire sur case blanche c8 · Dame noire sur case noire d8 · Tour noire sur case noire f8 · Roi noir sur case blanche g8 · Pion noir sur case blanche b7 · Fou noir sur case noire e7 · Pion noir sur case blanche f7 · Pion noir sur case noire g7 · Pion noir sur case blanche h7 · Pion noir sur case blanche a6 · Cavalier noir sur case noire b6 · Pion noir sur case noire d6 · Fou noir sur case blanche e6 · Pion noir sur case noire e5 · Pion blanc sur case noire g5 · Cavalier noir sur case blanche h5 · Pion blanc sur case blanche e4 · Cavalier blanc sur case blanche b3 · Cavalier blanc sur case noire c3 · Fou blanc sur case noire e3 · Pion blanc sur case blanche f3 · Pion blanc sur case blanche a2 · Pion blanc sur case noire b2 · Pion blanc sur case blanche c2 · Dame blanche sur case noire f2 · Pion blanc sur case noire h2 · Roi blanc sur case noire c1 · Tour blanche sur case blanche d1 · Fou blanc sur case blanche f1 · Tour blanche sur case noire g1 | Tour noire sur case blanche c8 · Dame noire sur case noire d8 · Tour noire sur case noire f8 · Roi noir sur case blanche g8 · Pion noir sur case blanche b7 · Fou noir sur case noire e7 · Pion noir sur case blanche f7 · Pion noir sur case noire g7 · Pion noir sur case blanche h7 · Pion noir sur case blanche a6 · Cavalier noir sur case noire b6 · Pion noir sur case noire d6 · Fou noir sur case blanche e6 · Pion noir sur case noire e5 · Pion blanc sur case noire g5 · Cavalier noir sur case blanche h5 · Pion blanc sur case blanche e4 · Cavalier blanc sur case blanche b3 · Cavalier blanc sur case noire c3 · Fou blanc sur case noire e3 · Pion blanc sur case blanche f3 · Pion blanc sur case blanche a2 · Pion blanc sur case noire b2 · Pion blanc sur case blanche c2 · Dame blanche sur case noire f2 · Pion blanc sur case noire h2 · Roi blanc sur case noire c1 · Tour blanche sur case blanche d1 · Fou blanc sur case blanche f1 · Tour blanche sur case noire g1 | Tour noire sur case blanche c8 · Dame noire sur case noire d8 · Tour noire sur case noire f8 · Roi noir sur case blanche g8 · Pion noir sur case blanche b7 · Fou noir sur case noire e7 · Pion noir sur case blanche f7 · Pion noir sur case noire g7 · Pion noir sur case blanche h7 · Pion noir sur case blanche a6 · Cavalier noir sur case noire b6 · Pion noir sur case noire d6 · Fou noir sur case blanche e6 · Pion noir sur case noire e5 · Pion blanc sur case noire g5 · Cavalier noir sur case blanche h5 · Pion blanc sur case blanche e4 · Cavalier blanc sur case blanche b3 · Cavalier blanc sur case noire c3 · Fou blanc sur case noire e3 · Pion blanc sur case blanche f3 · Pion blanc sur case blanche a2 · Pion blanc sur case noire b2 · Pion blanc sur case blanche c2 · Dame blanche sur case noire f2 · Pion blanc sur case noire h2 · Roi blanc sur case noire c1 · Tour blanche sur case blanche d1 · Fou blanc sur case blanche f1 · Tour blanche sur case noire g1 | Tour noire sur case blanche c8 · Dame noire sur case noire d8 · Tour noire sur case noire f8 · Roi noir sur case blanche g8 · Pion noir sur case blanche b7 · Fou noir sur case noire e7 · Pion noir sur case blanche f7 · Pion noir sur case noire g7 · Pion noir sur case blanche h7 · Pion noir sur case blanche a6 · Cavalier noir sur case noire b6 · Pion noir sur case noire d6 · Fou noir sur case blanche e6 · Pion noir sur case noire e5 · Pion blanc sur case noire g5 · Cavalier noir sur case blanche h5 · Pion blanc sur case blanche e4 · Cavalier blanc sur case blanche b3 · Cavalier blanc sur case noire c3 · Fou blanc sur case noire e3 · Pion blanc sur case blanche f3 · Pion blanc sur case blanche a2 · Pion blanc sur case noire b2 · Pion blanc sur case blanche c2 · Dame blanche sur case noire f2 · Pion blanc sur case noire h2 · Roi blanc sur case noire c1 · Tour blanche sur case blanche d1 · Fou blanc sur case blanche f1 · Tour blanche sur case noire g1 | 4 |
| 3 | Tour noire sur case blanche c8 · Dame noire sur case noire d8 · Tour noire sur case noire f8 · Roi noir sur case blanche g8 · Pion noir sur case blanche b7 · Fou noir sur case noire e7 · Pion noir sur case blanche f7 · Pion noir sur case noire g7 · Pion noir sur case blanche h7 · Pion noir sur case blanche a6 · Cavalier noir sur case noire b6 · Pion noir sur case noire d6 · Fou noir sur case blanche e6 · Pion noir sur case noire e5 · Pion blanc sur case noire g5 · Cavalier noir sur case blanche h5 · Pion blanc sur case blanche e4 · Cavalier blanc sur case blanche b3 · Cavalier blanc sur case noire c3 · Fou blanc sur case noire e3 · Pion blanc sur case blanche f3 · Pion blanc sur case blanche a2 · Pion blanc sur case noire b2 · Pion blanc sur case blanche c2 · Dame blanche sur case noire f2 · Pion blanc sur case noire h2 · Roi blanc sur case noire c1 · Tour blanche sur case blanche d1 · Fou blanc sur case blanche f1 · Tour blanche sur case noire g1 | Tour noire sur case blanche c8 · Dame noire sur case noire d8 · Tour noire sur case noire f8 · Roi noir sur case blanche g8 · Pion noir sur case blanche b7 · Fou noir sur case noire e7 · Pion noir sur case blanche f7 · Pion noir sur case noire g7 · Pion noir sur case blanche h7 · Pion noir sur case blanche a6 · Cavalier noir sur case noire b6 · Pion noir sur case noire d6 · Fou noir sur case blanche e6 · Pion noir sur case noire e5 · Pion blanc sur case noire g5 · Cavalier noir sur case blanche h5 · Pion blanc sur case blanche e4 · Cavalier blanc sur case blanche b3 · Cavalier blanc sur case noire c3 · Fou blanc sur case noire e3 · Pion blanc sur case blanche f3 · Pion blanc sur case blanche a2 · Pion blanc sur case noire b2 · Pion blanc sur case blanche c2 · Dame blanche sur case noire f2 · Pion blanc sur case noire h2 · Roi blanc sur case noire c1 · Tour blanche sur case blanche d1 · Fou blanc sur case blanche f1 · Tour blanche sur case noire g1 | Tour noire sur case blanche c8 · Dame noire sur case noire d8 · Tour noire sur case noire f8 · Roi noir sur case blanche g8 · Pion noir sur case blanche b7 · Fou noir sur case noire e7 · Pion noir sur case blanche f7 · Pion noir sur case noire g7 · Pion noir sur case blanche h7 · Pion noir sur case blanche a6 · Cavalier noir sur case noire b6 · Pion noir sur case noire d6 · Fou noir sur case blanche e6 · Pion noir sur case noire e5 · Pion blanc sur case noire g5 · Cavalier noir sur case blanche h5 · Pion blanc sur case blanche e4 · Cavalier blanc sur case blanche b3 · Cavalier blanc sur case noire c3 · Fou blanc sur case noire e3 · Pion blanc sur case blanche f3 · Pion blanc sur case blanche a2 · Pion blanc sur case noire b2 · Pion blanc sur case blanche c2 · Dame blanche sur case noire f2 · Pion blanc sur case noire h2 · Roi blanc sur case noire c1 · Tour blanche sur case blanche d1 · Fou blanc sur case blanche f1 · Tour blanche sur case noire g1 | Tour noire sur case blanche c8 · Dame noire sur case noire d8 · Tour noire sur case noire f8 · Roi noir sur case blanche g8 · Pion noir sur case blanche b7 · Fou noir sur case noire e7 · Pion noir sur case blanche f7 · Pion noir sur case noire g7 · Pion noir sur case blanche h7 · Pion noir sur case blanche a6 · Cavalier noir sur case noire b6 · Pion noir sur case noire d6 · Fou noir sur case blanche e6 · Pion noir sur case noire e5 · Pion blanc sur case noire g5 · Cavalier noir sur case blanche h5 · Pion blanc sur case blanche e4 · Cavalier blanc sur case blanche b3 · Cavalier blanc sur case noire c3 · Fou blanc sur case noire e3 · Pion blanc sur case blanche f3 · Pion blanc sur case blanche a2 · Pion blanc sur case noire b2 · Pion blanc sur case blanche c2 · Dame blanche sur case noire f2 · Pion blanc sur case noire h2 · Roi blanc sur case noire c1 · Tour blanche sur case blanche d1 · Fou blanc sur case blanche f1 · Tour blanche sur case noire g1 | Tour noire sur case blanche c8 · Dame noire sur case noire d8 · Tour noire sur case noire f8 · Roi noir sur case blanche g8 · Pion noir sur case blanche b7 · Fou noir sur case noire e7 · Pion noir sur case blanche f7 · Pion noir sur case noire g7 · Pion noir sur case blanche h7 · Pion noir sur case blanche a6 · Cavalier noir sur case noire b6 · Pion noir sur case noire d6 · Fou noir sur case blanche e6 · Pion noir sur case noire e5 · Pion blanc sur case noire g5 · Cavalier noir sur case blanche h5 · Pion blanc sur case blanche e4 · Cavalier blanc sur case blanche b3 · Cavalier blanc sur case noire c3 · Fou blanc sur case noire e3 · Pion blanc sur case blanche f3 · Pion blanc sur case blanche a2 · Pion blanc sur case noire b2 · Pion blanc sur case blanche c2 · Dame blanche sur case noire f2 · Pion blanc sur case noire h2 · Roi blanc sur case noire c1 · Tour blanche sur case blanche d1 · Fou blanc sur case blanche f1 · Tour blanche sur case noire g1 | Tour noire sur case blanche c8 · Dame noire sur case noire d8 · Tour noire sur case noire f8 · Roi noir sur case blanche g8 · Pion noir sur case blanche b7 · Fou noir sur case noire e7 · Pion noir sur case blanche f7 · Pion noir sur case noire g7 · Pion noir sur case blanche h7 · Pion noir sur case blanche a6 · Cavalier noir sur case noire b6 · Pion noir sur case noire d6 · Fou noir sur case blanche e6 · Pion noir sur case noire e5 · Pion blanc sur case noire g5 · Cavalier noir sur case blanche h5 · Pion blanc sur case blanche e4 · Cavalier blanc sur case blanche b3 · Cavalier blanc sur case noire c3 · Fou blanc sur case noire e3 · Pion blanc sur case blanche f3 · Pion blanc sur case blanche a2 · Pion blanc sur case noire b2 · Pion blanc sur case blanche c2 · Dame blanche sur case noire f2 · Pion blanc sur case noire h2 · Roi blanc sur case noire c1 · Tour blanche sur case blanche d1 · Fou blanc sur case blanche f1 · Tour blanche sur case noire g1 | Tour noire sur case blanche c8 · Dame noire sur case noire d8 · Tour noire sur case noire f8 · Roi noir sur case blanche g8 · Pion noir sur case blanche b7 · Fou noir sur case noire e7 · Pion noir sur case blanche f7 · Pion noir sur case noire g7 · Pion noir sur case blanche h7 · Pion noir sur case blanche a6 · Cavalier noir sur case noire b6 · Pion noir sur case noire d6 · Fou noir sur case blanche e6 · Pion noir sur case noire e5 · Pion blanc sur case noire g5 · Cavalier noir sur case blanche h5 · Pion blanc sur case blanche e4 · Cavalier blanc sur case blanche b3 · Cavalier blanc sur case noire c3 · Fou blanc sur case noire e3 · Pion blanc sur case blanche f3 · Pion blanc sur case blanche a2 · Pion blanc sur case noire b2 · Pion blanc sur case blanche c2 · Dame blanche sur case noire f2 · Pion blanc sur case noire h2 · Roi blanc sur case noire c1 · Tour blanche sur case blanche d1 · Fou blanc sur case blanche f1 · Tour blanche sur case noire g1 | Tour noire sur case blanche c8 · Dame noire sur case noire d8 · Tour noire sur case noire f8 · Roi noir sur case blanche g8 · Pion noir sur case blanche b7 · Fou noir sur case noire e7 · Pion noir sur case blanche f7 · Pion noir sur case noire g7 · Pion noir sur case blanche h7 · Pion noir sur case blanche a6 · Cavalier noir sur case noire b6 · Pion noir sur case noire d6 · Fou noir sur case blanche e6 · Pion noir sur case noire e5 · Pion blanc sur case noire g5 · Cavalier noir sur case blanche h5 · Pion blanc sur case blanche e4 · Cavalier blanc sur case blanche b3 · Cavalier blanc sur case noire c3 · Fou blanc sur case noire e3 · Pion blanc sur case blanche f3 · Pion blanc sur case blanche a2 · Pion blanc sur case noire b2 · Pion blanc sur case blanche c2 · Dame blanche sur case noire f2 · Pion blanc sur case noire h2 · Roi blanc sur case noire c1 · Tour blanche sur case blanche d1 · Fou blanc sur case blanche f1 · Tour blanche sur case noire g1 | 3 |
| 2 | Tour noire sur case blanche c8 · Dame noire sur case noire d8 · Tour noire sur case noire f8 · Roi noir sur case blanche g8 · Pion noir sur case blanche b7 · Fou noir sur case noire e7 · Pion noir sur case blanche f7 · Pion noir sur case noire g7 · Pion noir sur case blanche h7 · Pion noir sur case blanche a6 · Cavalier noir sur case noire b6 · Pion noir sur case noire d6 · Fou noir sur case blanche e6 · Pion noir sur case noire e5 · Pion blanc sur case noire g5 · Cavalier noir sur case blanche h5 · Pion blanc sur case blanche e4 · Cavalier blanc sur case blanche b3 · Cavalier blanc sur case noire c3 · Fou blanc sur case noire e3 · Pion blanc sur case blanche f3 · Pion blanc sur case blanche a2 · Pion blanc sur case noire b2 · Pion blanc sur case blanche c2 · Dame blanche sur case noire f2 · Pion blanc sur case noire h2 · Roi blanc sur case noire c1 · Tour blanche sur case blanche d1 · Fou blanc sur case blanche f1 · Tour blanche sur case noire g1 | Tour noire sur case blanche c8 · Dame noire sur case noire d8 · Tour noire sur case noire f8 · Roi noir sur case blanche g8 · Pion noir sur case blanche b7 · Fou noir sur case noire e7 · Pion noir sur case blanche f7 · Pion noir sur case noire g7 · Pion noir sur case blanche h7 · Pion noir sur case blanche a6 · Cavalier noir sur case noire b6 · Pion noir sur case noire d6 · Fou noir sur case blanche e6 · Pion noir sur case noire e5 · Pion blanc sur case noire g5 · Cavalier noir sur case blanche h5 · Pion blanc sur case blanche e4 · Cavalier blanc sur case blanche b3 · Cavalier blanc sur case noire c3 · Fou blanc sur case noire e3 · Pion blanc sur case blanche f3 · Pion blanc sur case blanche a2 · Pion blanc sur case noire b2 · Pion blanc sur case blanche c2 · Dame blanche sur case noire f2 · Pion blanc sur case noire h2 · Roi blanc sur case noire c1 · Tour blanche sur case blanche d1 · Fou blanc sur case blanche f1 · Tour blanche sur case noire g1 | Tour noire sur case blanche c8 · Dame noire sur case noire d8 · Tour noire sur case noire f8 · Roi noir sur case blanche g8 · Pion noir sur case blanche b7 · Fou noir sur case noire e7 · Pion noir sur case blanche f7 · Pion noir sur case noire g7 · Pion noir sur case blanche h7 · Pion noir sur case blanche a6 · Cavalier noir sur case noire b6 · Pion noir sur case noire d6 · Fou noir sur case blanche e6 · Pion noir sur case noire e5 · Pion blanc sur case noire g5 · Cavalier noir sur case blanche h5 · Pion blanc sur case blanche e4 · Cavalier blanc sur case blanche b3 · Cavalier blanc sur case noire c3 · Fou blanc sur case noire e3 · Pion blanc sur case blanche f3 · Pion blanc sur case blanche a2 · Pion blanc sur case noire b2 · Pion blanc sur case blanche c2 · Dame blanche sur case noire f2 · Pion blanc sur case noire h2 · Roi blanc sur case noire c1 · Tour blanche sur case blanche d1 · Fou blanc sur case blanche f1 · Tour blanche sur case noire g1 | Tour noire sur case blanche c8 · Dame noire sur case noire d8 · Tour noire sur case noire f8 · Roi noir sur case blanche g8 · Pion noir sur case blanche b7 · Fou noir sur case noire e7 · Pion noir sur case blanche f7 · Pion noir sur case noire g7 · Pion noir sur case blanche h7 · Pion noir sur case blanche a6 · Cavalier noir sur case noire b6 · Pion noir sur case noire d6 · Fou noir sur case blanche e6 · Pion noir sur case noire e5 · Pion blanc sur case noire g5 · Cavalier noir sur case blanche h5 · Pion blanc sur case blanche e4 · Cavalier blanc sur case blanche b3 · Cavalier blanc sur case noire c3 · Fou blanc sur case noire e3 · Pion blanc sur case blanche f3 · Pion blanc sur case blanche a2 · Pion blanc sur case noire b2 · Pion blanc sur case blanche c2 · Dame blanche sur case noire f2 · Pion blanc sur case noire h2 · Roi blanc sur case noire c1 · Tour blanche sur case blanche d1 · Fou blanc sur case blanche f1 · Tour blanche sur case noire g1 | Tour noire sur case blanche c8 · Dame noire sur case noire d8 · Tour noire sur case noire f8 · Roi noir sur case blanche g8 · Pion noir sur case blanche b7 · Fou noir sur case noire e7 · Pion noir sur case blanche f7 · Pion noir sur case noire g7 · Pion noir sur case blanche h7 · Pion noir sur case blanche a6 · Cavalier noir sur case noire b6 · Pion noir sur case noire d6 · Fou noir sur case blanche e6 · Pion noir sur case noire e5 · Pion blanc sur case noire g5 · Cavalier noir sur case blanche h5 · Pion blanc sur case blanche e4 · Cavalier blanc sur case blanche b3 · Cavalier blanc sur case noire c3 · Fou blanc sur case noire e3 · Pion blanc sur case blanche f3 · Pion blanc sur case blanche a2 · Pion blanc sur case noire b2 · Pion blanc sur case blanche c2 · Dame blanche sur case noire f2 · Pion blanc sur case noire h2 · Roi blanc sur case noire c1 · Tour blanche sur case blanche d1 · Fou blanc sur case blanche f1 · Tour blanche sur case noire g1 | Tour noire sur case blanche c8 · Dame noire sur case noire d8 · Tour noire sur case noire f8 · Roi noir sur case blanche g8 · Pion noir sur case blanche b7 · Fou noir sur case noire e7 · Pion noir sur case blanche f7 · Pion noir sur case noire g7 · Pion noir sur case blanche h7 · Pion noir sur case blanche a6 · Cavalier noir sur case noire b6 · Pion noir sur case noire d6 · Fou noir sur case blanche e6 · Pion noir sur case noire e5 · Pion blanc sur case noire g5 · Cavalier noir sur case blanche h5 · Pion blanc sur case blanche e4 · Cavalier blanc sur case blanche b3 · Cavalier blanc sur case noire c3 · Fou blanc sur case noire e3 · Pion blanc sur case blanche f3 · Pion blanc sur case blanche a2 · Pion blanc sur case noire b2 · Pion blanc sur case blanche c2 · Dame blanche sur case noire f2 · Pion blanc sur case noire h2 · Roi blanc sur case noire c1 · Tour blanche sur case blanche d1 · Fou blanc sur case blanche f1 · Tour blanche sur case noire g1 | Tour noire sur case blanche c8 · Dame noire sur case noire d8 · Tour noire sur case noire f8 · Roi noir sur case blanche g8 · Pion noir sur case blanche b7 · Fou noir sur case noire e7 · Pion noir sur case blanche f7 · Pion noir sur case noire g7 · Pion noir sur case blanche h7 · Pion noir sur case blanche a6 · Cavalier noir sur case noire b6 · Pion noir sur case noire d6 · Fou noir sur case blanche e6 · Pion noir sur case noire e5 · Pion blanc sur case noire g5 · Cavalier noir sur case blanche h5 · Pion blanc sur case blanche e4 · Cavalier blanc sur case blanche b3 · Cavalier blanc sur case noire c3 · Fou blanc sur case noire e3 · Pion blanc sur case blanche f3 · Pion blanc sur case blanche a2 · Pion blanc sur case noire b2 · Pion blanc sur case blanche c2 · Dame blanche sur case noire f2 · Pion blanc sur case noire h2 · Roi blanc sur case noire c1 · Tour blanche sur case blanche d1 · Fou blanc sur case blanche f1 · Tour blanche sur case noire g1 | Tour noire sur case blanche c8 · Dame noire sur case noire d8 · Tour noire sur case noire f8 · Roi noir sur case blanche g8 · Pion noir sur case blanche b7 · Fou noir sur case noire e7 · Pion noir sur case blanche f7 · Pion noir sur case noire g7 · Pion noir sur case blanche h7 · Pion noir sur case blanche a6 · Cavalier noir sur case noire b6 · Pion noir sur case noire d6 · Fou noir sur case blanche e6 · Pion noir sur case noire e5 · Pion blanc sur case noire g5 · Cavalier noir sur case blanche h5 · Pion blanc sur case blanche e4 · Cavalier blanc sur case blanche b3 · Cavalier blanc sur case noire c3 · Fou blanc sur case noire e3 · Pion blanc sur case blanche f3 · Pion blanc sur case blanche a2 · Pion blanc sur case noire b2 · Pion blanc sur case blanche c2 · Dame blanche sur case noire f2 · Pion blanc sur case noire h2 · Roi blanc sur case noire c1 · Tour blanche sur case blanche d1 · Fou blanc sur case blanche f1 · Tour blanche sur case noire g1 | 2 |
| 1 | Tour noire sur case blanche c8 · Dame noire sur case noire d8 · Tour noire sur case noire f8 · Roi noir sur case blanche g8 · Pion noir sur case blanche b7 · Fou noir sur case noire e7 · Pion noir sur case blanche f7 · Pion noir sur case noire g7 · Pion noir sur case blanche h7 · Pion noir sur case blanche a6 · Cavalier noir sur case noire b6 · Pion noir sur case noire d6 · Fou noir sur case blanche e6 · Pion noir sur case noire e5 · Pion blanc sur case noire g5 · Cavalier noir sur case blanche h5 · Pion blanc sur case blanche e4 · Cavalier blanc sur case blanche b3 · Cavalier blanc sur case noire c3 · Fou blanc sur case noire e3 · Pion blanc sur case blanche f3 · Pion blanc sur case blanche a2 · Pion blanc sur case noire b2 · Pion blanc sur case blanche c2 · Dame blanche sur case noire f2 · Pion blanc sur case noire h2 · Roi blanc sur case noire c1 · Tour blanche sur case blanche d1 · Fou blanc sur case blanche f1 · Tour blanche sur case noire g1 | Tour noire sur case blanche c8 · Dame noire sur case noire d8 · Tour noire sur case noire f8 · Roi noir sur case blanche g8 · Pion noir sur case blanche b7 · Fou noir sur case noire e7 · Pion noir sur case blanche f7 · Pion noir sur case noire g7 · Pion noir sur case blanche h7 · Pion noir sur case blanche a6 · Cavalier noir sur case noire b6 · Pion noir sur case noire d6 · Fou noir sur case blanche e6 · Pion noir sur case noire e5 · Pion blanc sur case noire g5 · Cavalier noir sur case blanche h5 · Pion blanc sur case blanche e4 · Cavalier blanc sur case blanche b3 · Cavalier blanc sur case noire c3 · Fou blanc sur case noire e3 · Pion blanc sur case blanche f3 · Pion blanc sur case blanche a2 · Pion blanc sur case noire b2 · Pion blanc sur case blanche c2 · Dame blanche sur case noire f2 · Pion blanc sur case noire h2 · Roi blanc sur case noire c1 · Tour blanche sur case blanche d1 · Fou blanc sur case blanche f1 · Tour blanche sur case noire g1 | Tour noire sur case blanche c8 · Dame noire sur case noire d8 · Tour noire sur case noire f8 · Roi noir sur case blanche g8 · Pion noir sur case blanche b7 · Fou noir sur case noire e7 · Pion noir sur case blanche f7 · Pion noir sur case noire g7 · Pion noir sur case blanche h7 · Pion noir sur case blanche a6 · Cavalier noir sur case noire b6 · Pion noir sur case noire d6 · Fou noir sur case blanche e6 · Pion noir sur case noire e5 · Pion blanc sur case noire g5 · Cavalier noir sur case blanche h5 · Pion blanc sur case blanche e4 · Cavalier blanc sur case blanche b3 · Cavalier blanc sur case noire c3 · Fou blanc sur case noire e3 · Pion blanc sur case blanche f3 · Pion blanc sur case blanche a2 · Pion blanc sur case noire b2 · Pion blanc sur case blanche c2 · Dame blanche sur case noire f2 · Pion blanc sur case noire h2 · Roi blanc sur case noire c1 · Tour blanche sur case blanche d1 · Fou blanc sur case blanche f1 · Tour blanche sur case noire g1 | Tour noire sur case blanche c8 · Dame noire sur case noire d8 · Tour noire sur case noire f8 · Roi noir sur case blanche g8 · Pion noir sur case blanche b7 · Fou noir sur case noire e7 · Pion noir sur case blanche f7 · Pion noir sur case noire g7 · Pion noir sur case blanche h7 · Pion noir sur case blanche a6 · Cavalier noir sur case noire b6 · Pion noir sur case noire d6 · Fou noir sur case blanche e6 · Pion noir sur case noire e5 · Pion blanc sur case noire g5 · Cavalier noir sur case blanche h5 · Pion blanc sur case blanche e4 · Cavalier blanc sur case blanche b3 · Cavalier blanc sur case noire c3 · Fou blanc sur case noire e3 · Pion blanc sur case blanche f3 · Pion blanc sur case blanche a2 · Pion blanc sur case noire b2 · Pion blanc sur case blanche c2 · Dame blanche sur case noire f2 · Pion blanc sur case noire h2 · Roi blanc sur case noire c1 · Tour blanche sur case blanche d1 · Fou blanc sur case blanche f1 · Tour blanche sur case noire g1 | Tour noire sur case blanche c8 · Dame noire sur case noire d8 · Tour noire sur case noire f8 · Roi noir sur case blanche g8 · Pion noir sur case blanche b7 · Fou noir sur case noire e7 · Pion noir sur case blanche f7 · Pion noir sur case noire g7 · Pion noir sur case blanche h7 · Pion noir sur case blanche a6 · Cavalier noir sur case noire b6 · Pion noir sur case noire d6 · Fou noir sur case blanche e6 · Pion noir sur case noire e5 · Pion blanc sur case noire g5 · Cavalier noir sur case blanche h5 · Pion blanc sur case blanche e4 · Cavalier blanc sur case blanche b3 · Cavalier blanc sur case noire c3 · Fou blanc sur case noire e3 · Pion blanc sur case blanche f3 · Pion blanc sur case blanche a2 · Pion blanc sur case noire b2 · Pion blanc sur case blanche c2 · Dame blanche sur case noire f2 · Pion blanc sur case noire h2 · Roi blanc sur case noire c1 · Tour blanche sur case blanche d1 · Fou blanc sur case blanche f1 · Tour blanche sur case noire g1 | Tour noire sur case blanche c8 · Dame noire sur case noire d8 · Tour noire sur case noire f8 · Roi noir sur case blanche g8 · Pion noir sur case blanche b7 · Fou noir sur case noire e7 · Pion noir sur case blanche f7 · Pion noir sur case noire g7 · Pion noir sur case blanche h7 · Pion noir sur case blanche a6 · Cavalier noir sur case noire b6 · Pion noir sur case noire d6 · Fou noir sur case blanche e6 · Pion noir sur case noire e5 · Pion blanc sur case noire g5 · Cavalier noir sur case blanche h5 · Pion blanc sur case blanche e4 · Cavalier blanc sur case blanche b3 · Cavalier blanc sur case noire c3 · Fou blanc sur case noire e3 · Pion blanc sur case blanche f3 · Pion blanc sur case blanche a2 · Pion blanc sur case noire b2 · Pion blanc sur case blanche c2 · Dame blanche sur case noire f2 · Pion blanc sur case noire h2 · Roi blanc sur case noire c1 · Tour blanche sur case blanche d1 · Fou blanc sur case blanche f1 · Tour blanche sur case noire g1 | Tour noire sur case blanche c8 · Dame noire sur case noire d8 · Tour noire sur case noire f8 · Roi noir sur case blanche g8 · Pion noir sur case blanche b7 · Fou noir sur case noire e7 · Pion noir sur case blanche f7 · Pion noir sur case noire g7 · Pion noir sur case blanche h7 · Pion noir sur case blanche a6 · Cavalier noir sur case noire b6 · Pion noir sur case noire d6 · Fou noir sur case blanche e6 · Pion noir sur case noire e5 · Pion blanc sur case noire g5 · Cavalier noir sur case blanche h5 · Pion blanc sur case blanche e4 · Cavalier blanc sur case blanche b3 · Cavalier blanc sur case noire c3 · Fou blanc sur case noire e3 · Pion blanc sur case blanche f3 · Pion blanc sur case blanche a2 · Pion blanc sur case noire b2 · Pion blanc sur case blanche c2 · Dame blanche sur case noire f2 · Pion blanc sur case noire h2 · Roi blanc sur case noire c1 · Tour blanche sur case blanche d1 · Fou blanc sur case blanche f1 · Tour blanche sur case noire g1 | Tour noire sur case blanche c8 · Dame noire sur case noire d8 · Tour noire sur case noire f8 · Roi noir sur case blanche g8 · Pion noir sur case blanche b7 · Fou noir sur case noire e7 · Pion noir sur case blanche f7 · Pion noir sur case noire g7 · Pion noir sur case blanche h7 · Pion noir sur case blanche a6 · Cavalier noir sur case noire b6 · Pion noir sur case noire d6 · Fou noir sur case blanche e6 · Pion noir sur case noire e5 · Pion blanc sur case noire g5 · Cavalier noir sur case blanche h5 · Pion blanc sur case blanche e4 · Cavalier blanc sur case blanche b3 · Cavalier blanc sur case noire c3 · Fou blanc sur case noire e3 · Pion blanc sur case blanche f3 · Pion blanc sur case blanche a2 · Pion blanc sur case noire b2 · Pion blanc sur case blanche c2 · Dame blanche sur case noire f2 · Pion blanc sur case noire h2 · Roi blanc sur case noire c1 · Tour blanche sur case blanche d1 · Fou blanc sur case blanche f1 · Tour blanche sur case noire g1 | 1 |
|   | a | b | c | d | e | f | g | h |   |

Peter Svidler - Veselin Topalov (Wijk an Zee, tournoi d'échecs Corus, 2004)
1. e4 c5 2. Cf3 d6 3. d4 cxd4 4. Cxd4 Cf6 5. Cc3 a6 6. f3 e5 C'est une Sicilienne Najdorf 7. Cb3 Fe6 8. Fe3 Cbd7 9. g4 Cb6 10. g5 Ch5 11. Qd2 Fe7 12. O-O-O O-O 13. Tg1 Tc8 14. Df2 

(Voir diagramme de droite)

14. ... Txc3 
Début d'une longue séquence tactique
 15. Fxb6 Fxg5+ 16. Rb1 Fh4 17. Tg3 Fxg3 18. hxg3 Tc7 19. Cc5 De7 20. Cxe6 fxe6 21. Fxc7 Dxc7 
 Les blancs se retrouvent avec un pion de moins mais de bonnes compensations. 
 22. Fh3 Te8 23. Td3 Cf6 24. Da7 Rf7 25. Tc3 Dd7 26. Db6 Te7 27. Td3 d5 28. exd5 Cxd5 29. Dc5 Qb5 30. Dd6 Cb4 31. Td2 Dc4 32. b3 Dc3 33. f4 Dxg3 34. Dxb4 Dxh3 35. fxe5 De3 36. Dd6 h5 37. Td1 Df2 38. Dd3 Dg2 39. Tf1+ Rg8 40. Dd8+ Rh7 41. Tf8 Dg1+ 42. Rb2 Dg5 43. Dd3+ g6 44. Dd6 Rg7 45. Db8 Dh6 46. Dd8 1-0